# Carrocentrismo
Carrocentrismo ou carrocracia é um conceito urbanístico que descreve a prevalência e a prioridade atribuídas ao automóvel privado como o principal meio de transporte em uma sociedade.

## História

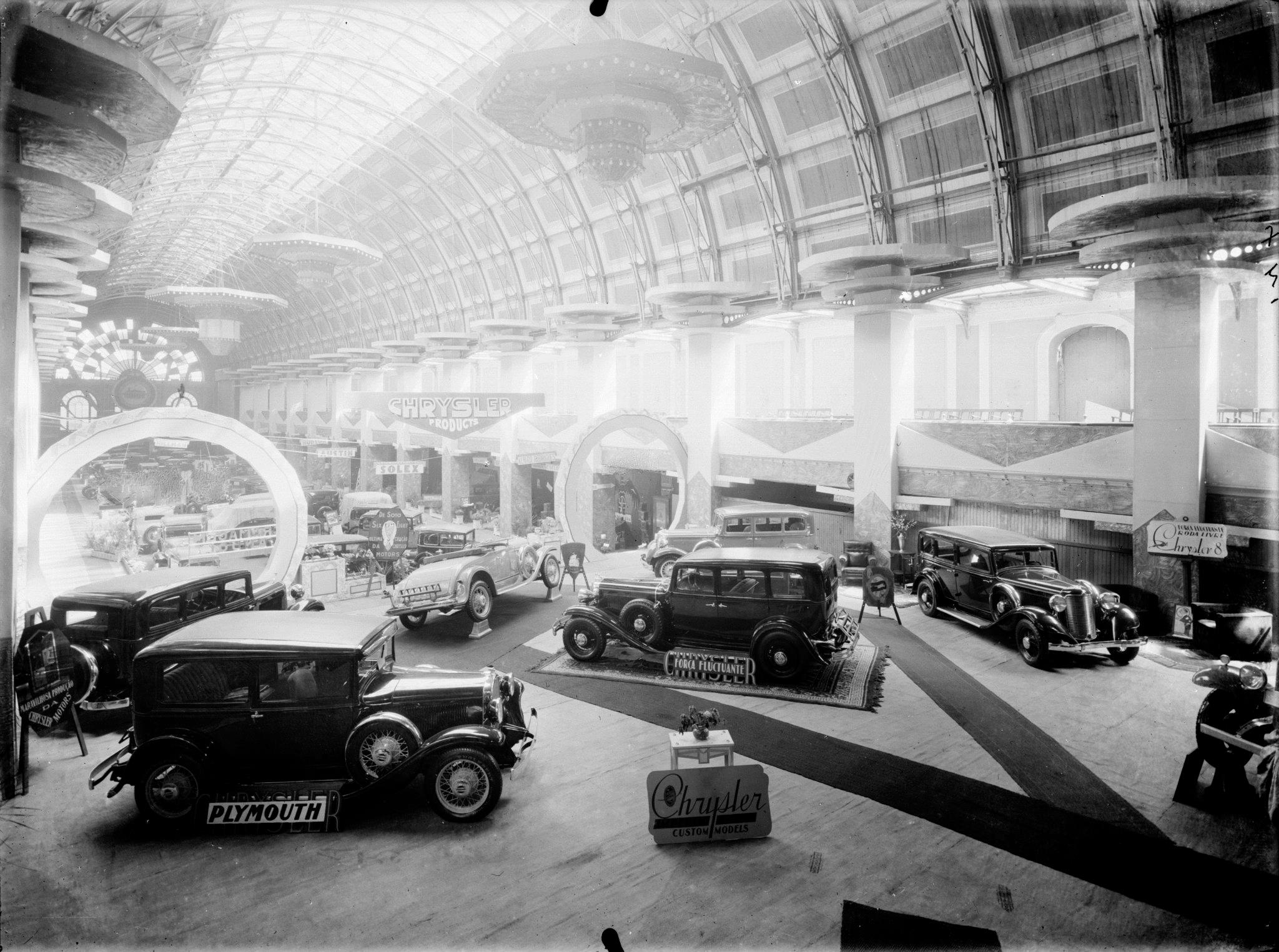
Feira do automóvel no antigo palácio de Cristal, no início da década de 1930 (Alvão)

A origem do carrocentrismo está relacionada ao crescimento da indústria automobilística no século XX, particularmente após a Segunda Guerra Mundial, quando muitos países começaram a planejar suas cidades e infraestruturas em torno do automóvel. Esse modelo foi especialmente proeminente nos Estados Unidos, onde políticas como a construção de rodovias interestaduais e a urbanização dispersa ("urban sprawl") reforçaram a dependência do carro.

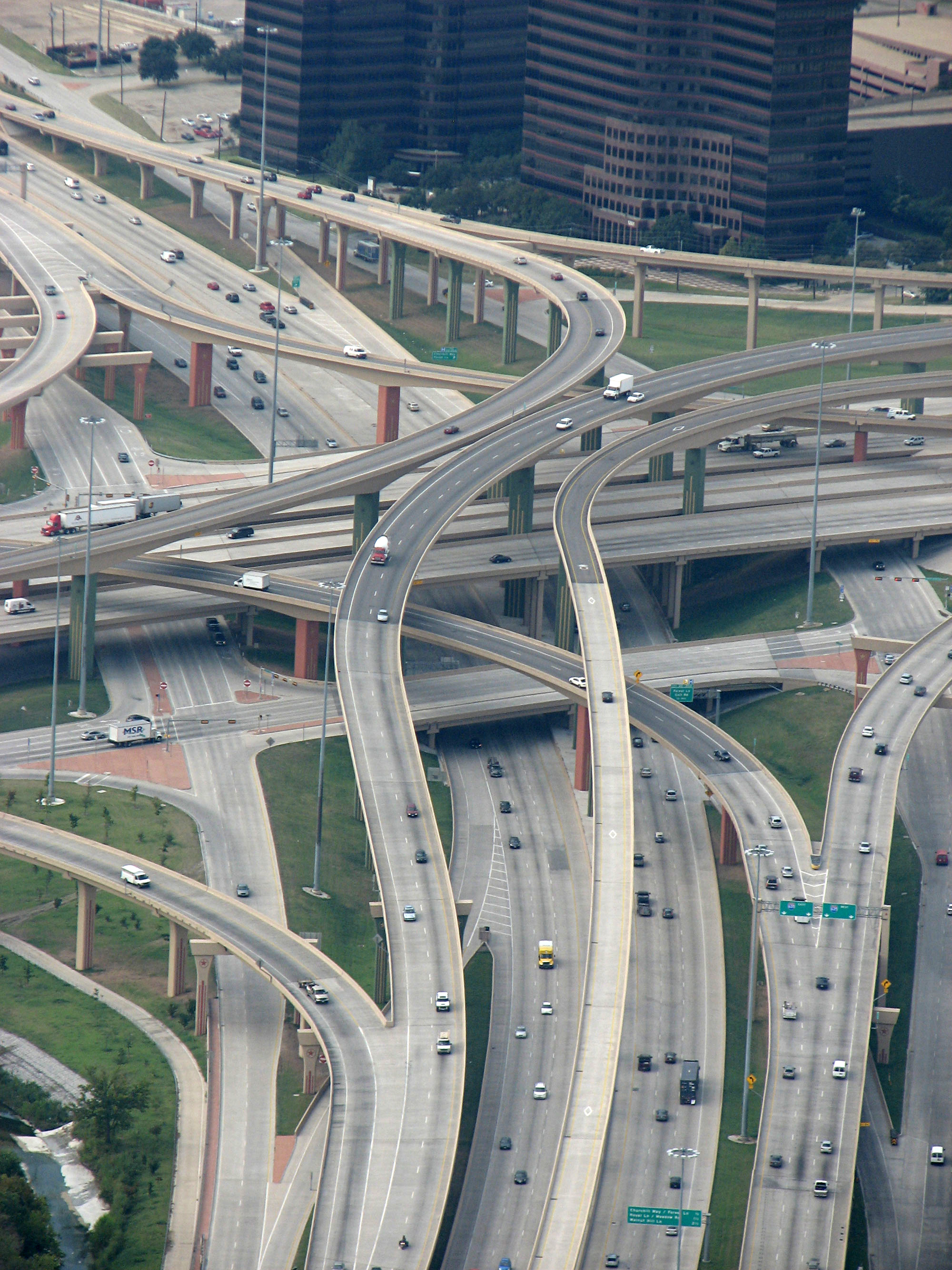
O High Five Interchange em Dallas, Texas

Esse fenômeno é caracterizado pela organização do espaço urbano, políticas públicas, infraestrutura viária e comportamento social que favorecem o uso do carro em detrimento de outros modos de transporte, como o transporte público, bicicletas e caminhadas. O termo é frequentemente usado de maneira crítica para descrever práticas que resultam em uma série de problemas urbanos, incluindo congestionamentos, poluição ambiental, acidentes de trânsito, exclusão social e a ocupação excessiva de espaços urbanos por estacionamentos e vias de circulação de veículos.

### Carrocentrismo no Brasil
A indústria automobilística ganhou força a partir do século XX no Brasil, quando começou a se estabelecer no país e se consolidou ao longo do tempo, promovendo a naturalização dos carros como parte da paisagem urbana e territorial. Henry Ford, ao abrir sua empresa no Brasil em 1919, acreditava que o automóvel poderia transformar o país em uma grande nação, associando governar à construção de estradas.

## Críticas
Críticos do carrocentrismo argumentam que ele contribui para uma série de impactos negativos, como a degradação ambiental, devido às emissões de gases de efeito estufa e à contaminação do solo e da água por resíduos de veículos. Além disso, destacam que essa dependência do carro pode levar à exclusão social, uma vez que grupos que não têm acesso a veículos privados, como idosos, pessoas de baixa renda e pessoas com deficiências, encontram dificuldades em acessar oportunidades de emprego, serviços e atividades sociais. Em resposta a esses problemas, movimentos e políticas urbanas vêm promovendo o conceito de "mobilidade sustentável", que inclui o incentivo ao uso de transportes públicos, ciclismo, caminhadas e o planejamento urbano que favorece a proximidade de serviços e trabalho.